# Zlata Čilinská
Zlata Čilinská (Kassa, 1932. december 24. –) szlovák régész, az avar korszak kiemelkedő szlovákiai kutatója.

## Élete
Édesapja katonatiszt volt. Fiatalkorát Kassán és Eperjesen (Tótsóváron) töltötte, ahová 1938-ban költöztek. 1946-ban visszaköltöztek Kassára, itt fejezte be 1952-ben középiskolai tanulmányait. Ezek után 1957-ben elvégezte a Comenius Egyetem régész és történelem szakát, majd a Régészeti Intézet kassai kihelyezett részlegén helyezkedett el. Itt Vojtech Budinský-Krička vezetése alatt több leletmentésen és ásatáson vett részt. 1959-től az Intézet nyitrai központjában vállalt állást. Itt kezdett el a kora középkor (avar kor) időszakára specializálódni, mely munkásságának jelentős részét képezi.
Tudományok kandidátusa címet 1965-ben nyerte el Prágában, PhDr. titulust 1966-ban, a tudományok doktora fokozatot pedig 1994-ben. Több tudományos társaság tagja, konferenciák állandó résztvevője, kitüntetések birtokosa, tudomány népszerűsítő munkák szerzője. A Nagymorva birodalom kiállítás (1963-1964) egyik szervezője, a Régészeti Intézet kincstárának egyik alapítója. 1995-ben vonult nyugdíjba.
Ásatásokat végzett többek között Cífer-Pusztapáton (1975), Dunaradvány-Zsitvatőn (1960), Érsekújvárt (1961-1962), Komárom környékén (1974, 1976-1978), Nagykeszin (1973), Zsélyen (1965-1968) stb.

## Elismerései
- Szlovák Tudományos Akadémia 25 éves fennállásának emlékérme
- Szlovák Nemzeti Múzeum emlékérme
- Szlovák Tudományos Akadémia példás munkatársa cím
- 2009 SzTA Régészeti Intézetének ezüst plakettje[3]
- A komáromi múzeum 100 éves fennállásának emlékérme

## Főbb művei
- 1960 Nové nálezy z neskorej doby avarskej na jz. Slovensku. Archeologické rozhledy 12, 829-832, 834-841.
- 1961 Nové nálezy falér zo slovansko-avarských pohrebísk na Slovensku, SlA IX-1-2, 325-346.
- 1961 Výskum v Žitavskej Tôni v roku 1960, Arch. Roz. XIII, 850-851, 860-866.
- 1963 Slovansko-avarské pohrebisko v Žitavskej Tôni, SlA XI-1, 87-120.
- 1966 Slawisch-awarisches Gräberfeld in Nové Zámky. Bratislava
- 1970 Druhé predveľkomoravské pohrebisko v Radvani nad Dunajom, SlA XVIII-1, 57-64.
- 1973 Frühmittelalterliches Gräberfeld in Želovce
- 1975 Frauenschmuck aus dem 7.-8. Jh. im Karpatenbecken, SlA XXIII, 63-96.
- 1976 Pohrebisko z 8. storočia v Cíferi-Páci, AVANS 1975, 82-85, 271-273.
- 1981 Kov v ranoslovanskom umení. Bratislava
- 1982 Dve pohrebiská z 8.-9. storočia v Komárne, SlA XXX-2, 347-393.
- 1992 Slovania a avarský kaganát. Bratislava
- 1994 Južné Slovensko v dobe avarského kaganátu
- 1995 Súčasné poznatky o sídliskách 7.-8. stor. na Slovensku. Sborník prací Filozofické fakulty Brněnské univerzity E 40, 69-74.
- 1996 Avari v Karpatskej kotline. Študijné Zvesti 32, 159-170.